# 克拉斯諾維舍爾斯克
60°24′N 57°04′E / 60.400°N 57.067°E
克拉斯諾維舍爾斯克（俄语：Краснови́шерск），是俄羅斯彼爾姆邊疆區東北部的一個城市、克拉斯諾維舍爾斯克區行政中心，位於維舍拉河畔，距彼爾姆315公里。2002年人口18,260人。
1942年設市。